# إل روساريو (سانتا كروث دي تينيريفه)
بلدية إل روساريو (بالإسبانية: El Rosario) هي بلدية تقع في مقاطعة سانتا كروث دي تينيريفه التابعة لمنطقة جزر الكناري جنوب غرب إسبانيا.

## الديموغرافيا
بلغ عدد سكان بلدية إل روساريو 17.383 نسمة عام 2011 (وفقاً للمعهد الوطني للإحصاء الإسباني).
| 10.880 | 11.544 | 13.718 | 16.024 | 16.721 | 17.182 | 17.383 |